# Marcelo Trobbiani
Marcelo Antonio Trobbiani Ughetto (Casilda, 17 de fevereiro de 1955) é um ex-futebolista e treinador de futebol argentino. Desde 2009 comanda o Seleção Argentina sub-20.

## Carreira
Em sua carreira, Trobbiani atuou por Boca Juniors, Elche, Zaragoza, Estudiantes, Millonarios, Cobreloa e Barcelona de Guayaquil, até encerrá-la em 1993, enquanto defendia o Talleres.
Em 2004, começa a treinar clubes, sendo a primeira equipe na nova função o Universitario, passando ainda por Provincial Osorno, Boca Juniors e Cobreloa até chegar ao Cienciano, equipe que treina desde 2009.

## Jogador com menor tempo em campo na história das Copas
Com a Seleção Argentina de Futebol, Trobbiani jogou entre 1974 e 1986, sendo 15 partidas e um gol marcado, mas foi esquecido para as Copas de 1974, 1978 e 1982.
Convocado para a Copa de 1986, já aos 31 anos de idade, Mandrake (como é conhecido) entrou para a história por um motivo curioso: ao entrar na partida final da Copa do México, contra a Alemanha Ocidental aos 45 minutos do segundo tempo, se tornaria o jogador com menos tempo jogado na história das Copas (pouco mais de um minuto em campo), recorde mantido até hoje.